# 2 septembre 1994
Le vendredi 2 septembre 1994 est le 245e jour de l'année 1994.

## Naissances
- Evan Engram, joueur de football américain
- Franchy Cordero, joueur de baseball dominicain
- Ramona Brüderlin, karatéka suisse
- Thomas Steu, lugeur autrichien

## Décès
- Detlef Macha (né le 13 décembre 1958), coureur cycliste allemand
- Giuseppe Martano (né le 10 octobre 1910), cycliste italien
- Roy Castle (né le 31 août 1932), acteur britannique

## Événements
- Création de l'équipe d'Australie de rugby à XV féminin
- Découverte des astéroïdes (14025) Fallada, (15346) Boniface, (29326) 1994 RK3, (32906) 1994 RH, (35211) 1994 RR2, (48588) Raschröder, (7663) 1994 RX1 et (9643) 1994 RX
- Sortie du film Le Flic de Beverly Hills 3
- Sortie du film The Crow
- Sortie du jeu vidéo Live A Live